# Kammersinfonie
Als Kammersinfonie bezeichnet man ein musikalisches Werk vom Stellenwert einer Sinfonie, das allerdings nicht für Sinfonieorchester, sondern für ein Kammermusikensemble oder Kammerorchester komponiert wurde.
Die Gattung kam zu Beginn des 20. Jahrhunderts auf. Kammersinfonien wurden u. a. von Waldemar von Baußnern, Paul Juon, Franz Schreker, Nikolai Roslawez, Max Butting, Hanns Eisler, Isang Yun, Mieczysław Weinberg, Fritz Geißler komponiert. Besondere Bekanntheit erreichten die beiden Werke von Arnold Schönberg:
- Opus 9, 1906
- Opus 38, 1906–1939